# Šibljak

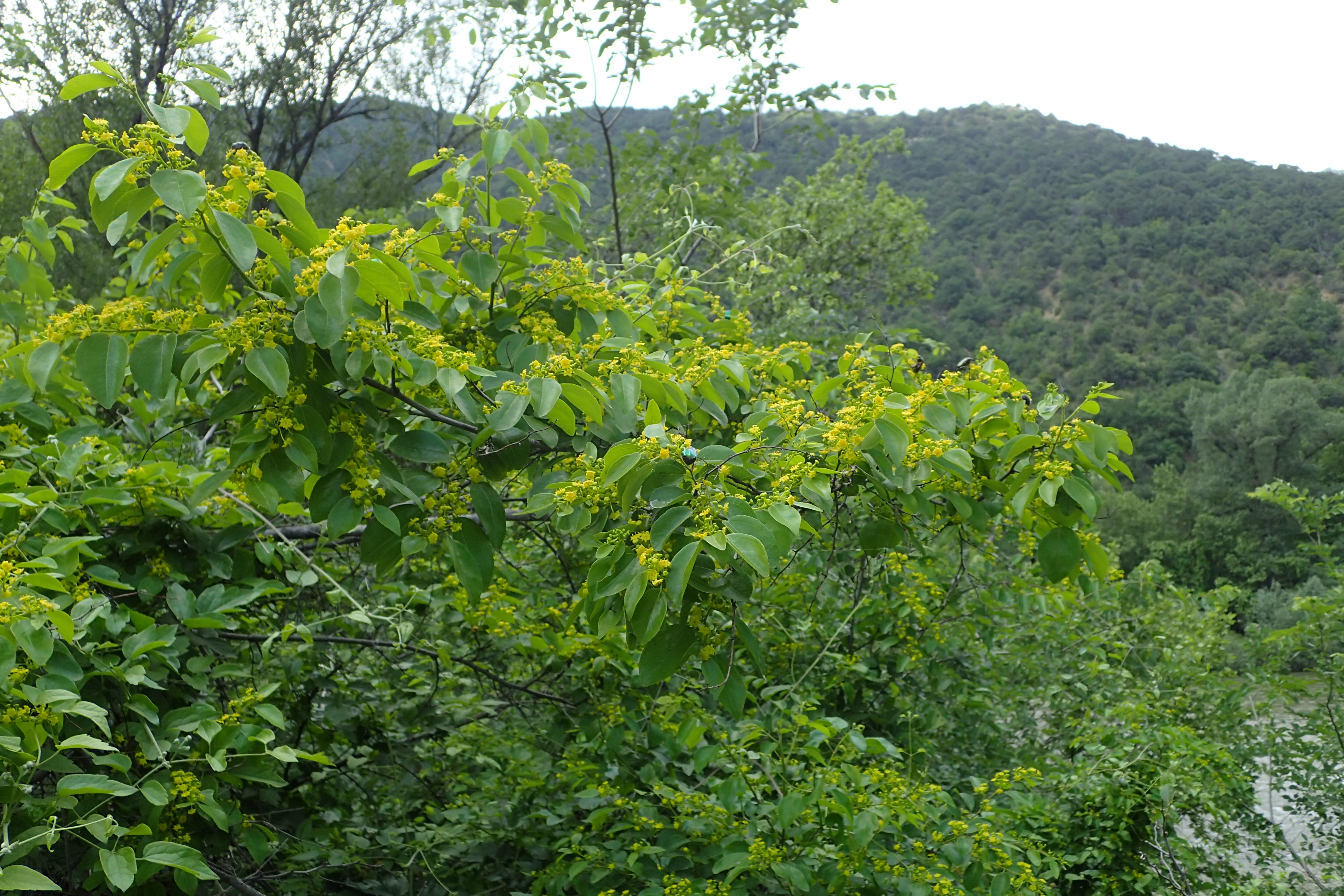
Jarní šibljak s kvetoucím trnovcem

Šibljak je vegetační formace opadavých listnatých, polopřirozených či přirozených křovin, rozšířená v submediteránních oblastech jihovýchodní Evropy, zejména na Balkánském poloostrově a na Krymu. Běžná je zvláště na vápencovém podloží v Dinaridech a vyskytuje se zde jako dominantní náhradní společenstvo na někdejších lesních lokalitách supramediteránní až nižší horské úrovně. Fyziognomicky je šibljak příbuzný makchii, která je ale na rozdíl od něj tvořena převážně stálezelenými (či pouze na léto opadavými) tvrdolistými dřevinami středomořského původu. V prostoru Balkánského poloostrova šibljak nahrazuje makchii ve vnitrozemí a vyšších nadmořských výškách, kde je oproti jaderskému pobřeží více srážek, ovšem v zimě již mrze.
Název pochází ze srbochorvatštiny, kde znamená jednoduše „křoví“. Fytocenologicky jsou tyto porosty řazeny do třídy Crataego-Prunetea stejně jako většina křovin běžných ve střední Evropě; v rámci této třídy formují samostatný řád Paliuretalia. Podobná společenstva, nazývaná "pseudomacchie", ovšem bez účasti východomediteránních a východoevropských druhů, se vyskytují též v submediteránních oblastech Pyrenejského či Apeninského poloostrova.

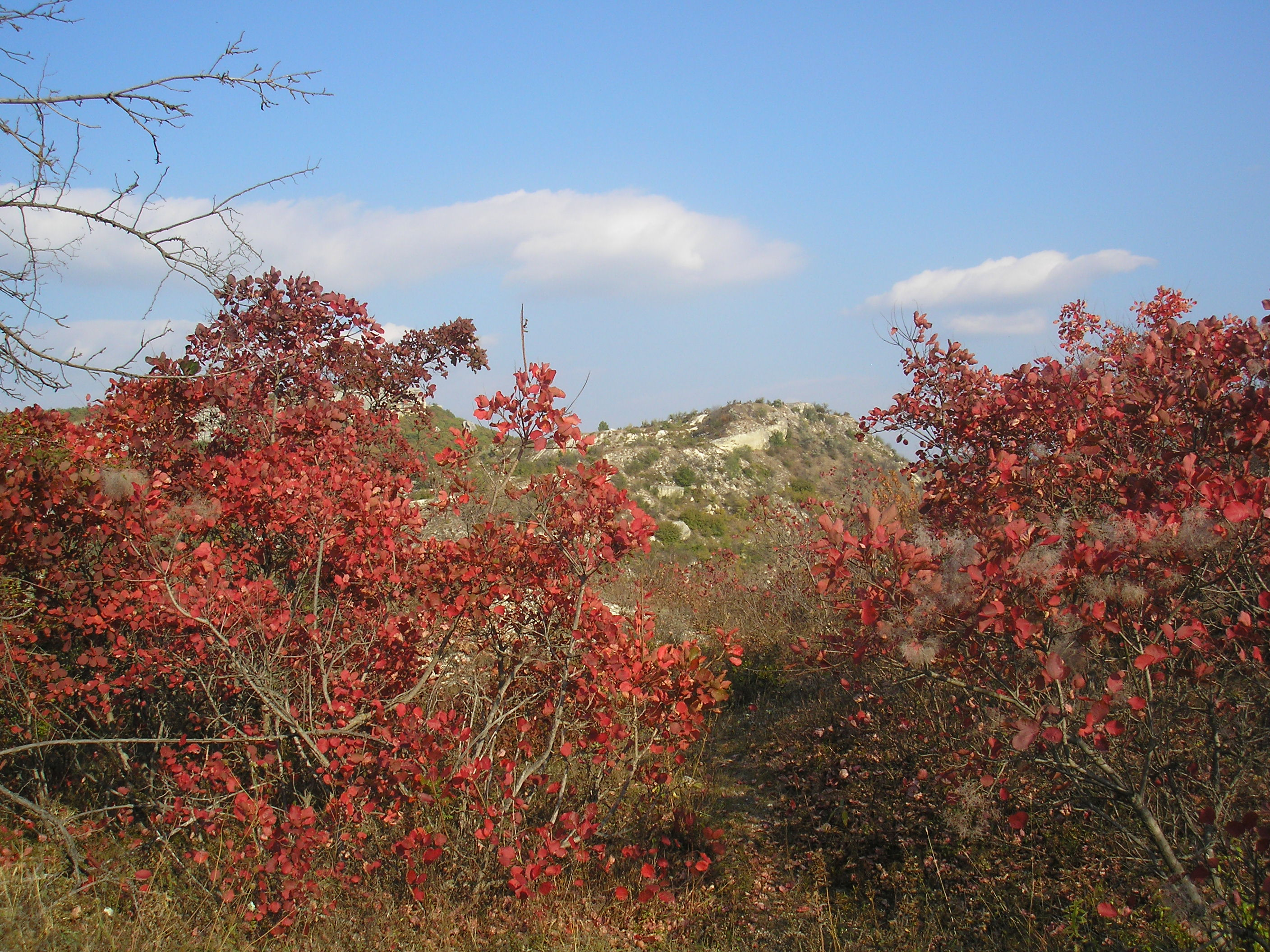
Podzimní výjev se škumpou koželužskou (Rhus coriaria)

## Popis a ekologie
Společenstva šibljaku jsou tvořena opadavými, teplomilnými a světlomilnými keři. Stromy se zde vyskytují převážně v nízkých křivolakých či keřovitých podobách. Tyto křoviny jsou náhradním společenstvem po vykácení či degradaci původních teplomilných doubrav na hrubých, vysychavých půdách a za svůj vznik vděčí právě odlesnění terénu vzhledem k tomu, že keře tvořící šibljak se jen málokdy vyskytují i jako lesní podrost. Jako primární a sukcesně stabilní vegetace se tento druh křovin vyskytuje na skalách, jinde představují stadium pomalého sukcesního návratu směrem k lesu.

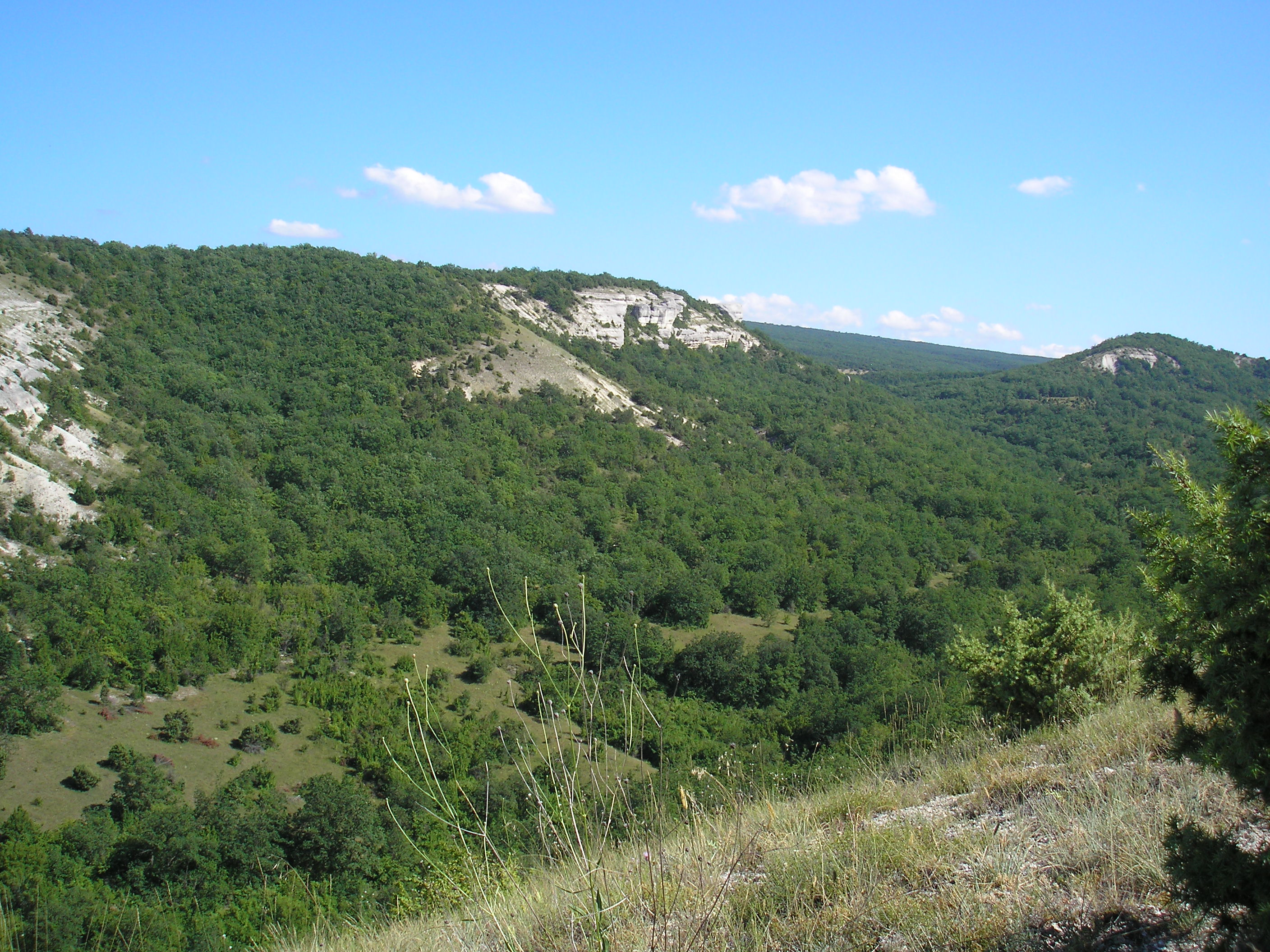
Porosty šibljaku na Krymu

V nižších polohách se nacházejí přechodné typy vegetace mezi šibljakem a stálezelenou makchií a jsou tvořeny keři jako trnovec Kristův, marhaník granátový, jasmín křovitý, zmarlika Jidášova, škumpa koželužská, ruj vlasatá, řečík terebintový, jamovce, z jehličnatých keřů jalovec červenoplodý. Ve vyšších polohách a dále do vnitrozemí postupně mizí většina stálezelených keřů. Zde roste například peterovka dalmatská, žanovec měchýřník, klokoč zpeřený, ptačí zob obecný, řešetláky, ostružiníky, šeřík, zimostráz vždyzelený, pivoňka balkánská, různé trnité slivoně, ze stromů dub pýřitý, jasan zimnář, habrovec habrolistý, habr východní, javor francouzský nebo višeň mahalebka. Vyskytuje se zde též reliktní zlatice evropská, keřovité podkovky (Hippocrepis) nebo liány z rodů svidina (Periploca) a smldinec (Dioscorea). Nápadným rysem bylinného patra jsou pestré, na jaře kvetoucí geofyty (sasanky, krokusy apod.).